# Rhinocypha ogasawarensis
Rhinocypha ogasawarensis – gatunek ważki z rodziny Chlorocyphidae. Występuje endemicznie w Japonii.